# Stoupa de Zurmala
Le stoupa de Zurmala est le vestige du plus grande stoupa bouddhiste située dans le district de Termez en Ouzbékistan. C'est la plus ancienne structure qui a été préservée en Ouzbékistan. Elle a été construite au premier ou au deuxième siècle de notre ère.
La stoupa mesure 13,5 mètres de hauteur et a un diamètre d'environ 14 mètres. Elle est composée de briques carrées. Chacune des briques comporte un cachet similaire à celui utilisé en Bactriane pendant l'empire Kushan au IIIe siècle de notre ère. Des fragments de briques inclinées peuvent également être trouvés autour de la stoupa. On pense que sa façade extérieure était peinte en rouge vif. Actuellement, la stoupa présente d'énormes fissures autour d'elle.

## Histoire
Les premières informations sur la stupa peuvent être trouvées dans les journaux de Xuan Jian, un prêtre bouddhiste chinois qui a visité Termez en 629-630. Selon lui, il y a plus de dix monastères à Termez et plus de 1 000 moines. Il mentionne qu'il y a de nombreuses stoupas dans la région. L'étude menée par A.S. Strelkov de 1926 à 1928 dans le cadre de l'expédition du Musée Oriental de Moscou et du Musée de l'Ermitage de Saint-Pétersbourg note la similarité avec la description de Xuan Jian. Plus tard, M. E. Masson organise une expédition pour comprendre les caractéristiques générales de ces monuments.
L'archéologue Alexander Strelkov, qui étudie la tour en 1927, suppose qu'il s'agit d'un stoupa bouddhiste. Cependant, cette affirmation n'est confirmée que près d'un demi-siècle plus tard lors de fouilles dirigées par Galina Pougatchenkova. À la suite des recherches archéologiques du monument, une hypothèse est formulée, selon laquelle sa hauteur serait de 13 mètres, avec un diamètre de 14,5 mètres. Le monument a une forme rectangulaire (22 x 16 mètres) et est construit en briques crues sous la forme d'une tour cylindrique surmontée d'un dôme avec des sculptures en bas-relief. Lors des fouilles, de nombreuses planches mesurant jusqu'à 3 mètres de long sont découvertes. On présume que la stoupa était recouverte de briques rouges cuites et de blocs de pierre avec des scènes de la mythologie bouddhiste.